# Antti Ikonen
Antti Ikonen (Nurmijärvi, 26 de agosto de 1963) es un teclista de heavy metal finlandés. Famoso por ser el segundo teclista después de "Mika Ervaskari" de la banda de Power Metal Stratovarius.

## Biografía
En 1988 Antti Ikonen decidió unirse a la banda Stratovarius, convirtiéndose en el segundo teclista después de "Mika Ervaskari" (fallecido en el 2005), que decidió irse en 1987. Ikonen permanecido en el grupo durante siete años, actuando en diversos conciertos y con la publicación de la gloriosa banda de cuatro álbumes, siendo famoso por sus rápidos duetos con la batería. Antti dejó la banda en 1995, sustituido por Jens Johansson. También tomó parte en el proyecto en solitario de Timo Tolkki en 1994, compartiendo el álbum Classical Variations And Themes. En el 2002 estuvo en una banda llamada "Cartes Art Machine" en cual sacaron un disco en el 2006 "Chiasma". En el 2013 "Antti Ikonen" fue elegido para ser el tecladista del proyecto de Timo Tolkki "Avalon" junto con Angels of the Apocalypse para ser publicado en el 2014. En el 2022 Antti junto con Tolkki, Vihervä y Lassila decidieron reunirse nuevamente para discutir para formar una nueva banda llamado Timo Tolkki's Strato con los primeros miembros que le dieron vida a Stratovarius. Grabaron un nuevo primer álbum que será publicado en octubre de 2023 llamado "Return To Dreamspace".

## Discografía

### Stratovarius
- Black Wáter (Demo) (1987)
- Fright Night (1989)
- Twilight Time (1992)
- Dreamspace (1994)
- Fourth Dimension (1995)

### Timo Tolkki
- Classical Variations and Themes (1994)

### Timo Tolkki's Avalon
- Angels of the Apocalypse (2014)

### Timo Tolkki's Strato
- Return To Dreamspace (2023)

- Datos: Q1114208